# تیرکس ۱۹–۳۳ تایتان
تیرکس ۱۹-۳۳ تایتان (به انگلیسی: Terex 33-19 "Titan") یک کامیون بارکش فوق سنگین ، غیر جاده‌ای (ویژه معدن، راهسازی، خاکبرداری)، دارای اسکلت و بدنه سخت، سه محور با موتور دیزل و انتقال قدرت الکتریکی میباشد که توسط شرکت تیرکس زیر مجموعه جنرال موتورز طراحی و مونتاژ آن در مجموعه جنرال موتورز دیزل در لندن ، اُونتاریو ، کانادا و در سال ۱۹۷۳ انجام شده است . از این مدل :۱۹-۳۳ فقط یک دستگاه تولید شده و این کامیون رکورد بزرگترین و بالاترین ظرفیت بارگیری جهان را در مدت ۲۵ سال دارا بود این رکورد در سال ۱۹۹۸ بوسیله کاترپیلار ۷۹۷بی با ظرفیت حدود ۳۲۵تا۳۵۰ تن شکسته شد..پس از ۱۳ سال سرویس دهی ، تیرکس ۱۹-۳۳ بازسازی و ترمیم شده و در حال حاضر بر روی جایگاه ویژه ای که به همین منظور ساخته شده به عنوان یک جاذبه گردشگری در ناحیه اسپار وود بریتیس کلمبیا ، کانادا نگهداری شود.

## توسعه و تولید
جنرال موتورز تیتان در پاسخ به نیاز معدنهای روباز برای کامیون حمل و نقل کارآمد تر و با ظرفیت بیشتر توسعه یافته است.به اعتقاد جنرال موتورز کاهش کلی در کیفیت کانسنگ و مواد معدنی ،با نیاز پیش بینی شده به ماسه‌های نفتی باعث رونق استخراج هر چه بیشتر معادن روباز در سراسر دنیا خواهد شد . تیتان بزرگترین کامیون حمل و نقل غیر جاده ای در سری تیرکس-۳۳ بود، که شامل مدل های :۰۳-۳۳ ، ۰۵-۳۳ ، ۰۷-۳۳ ، ۰۹-۳۳ ، ۱۱-۳۳ و ۱۵-۳۳ بود .۱۹-۳۳ "تیتان" و مدل:۱۵-۳۳ هر دو از سیستم انتقال قدرت دیزل الکتریک استفاده میکردند ، در حالی که دیگر اعضای کوچکتر سری ۳۳ دارای سیستم انتقال قدرت مکانیکی بودند . تیتان در کارخانه مونتاژ جنرال موتورز دیزل ، در بخش لندن، انتاریو، کانادا، در سال ۱۹۷۳ میلادی مونتاژ شد.تیتان برای اولین بار در اکتبر ۱۹۷۴ در کنگره معدنکاران آمریکایی در لاس وگاس ایالت نوادا به نمایش عموم در آمد.

## تاریخچه تیرکس
در سال ۱۹۷۰ میلادی ، جنرال موتورز نام «تیرکس» را از ادغام کلمات لاتین "ترا" (زمین) و "رکس" (پادشاه) ایجاد و برای نامگذاری کامیون ها، ماشین آلات و تجهیزات ساخت و ساز و معدن از آن استفاده کرد. تولیداتی شامل انواع کامیون های بارکش و معدن ، دستگاه های حفاری و انواع ماشین های خاکبرداری و بارگیری .